# (1251) Hedera
(1251) Hedera es el asteroide número 1251 situado en el cinturón principal. Fue descubierto por el astrónomo Karl Wilhelm Reinmuth  desde el observatorio de Heidelberg, el 25 de enero de 1933. Su designación alternativa es 1933 BE. Está nombrado por la hiedra, una planta de la familia de las araliáceas.